# El dios Marte
Marte o El dios Marte es una pintura al óleo sobre lienzo de 181 x 99 cm, obra del artista español Diego Velázquez (Sevilla, 1599-Madrid, 1660), conservada en el Museo del Prado.

## Descripción de la obra
Para la imagen velazqueña del dios Marte se han propuesto modelos tomados de la antigüedad clásica —el helenístico Ares Ludovisi, alguna vez atribuido a Escopas—, y de Miguel Ángel —escultura de Lorenzo el Magnífico, llamado Il Pensieroso, para la Sacristía nueva de la Basílica de San Lorenzo de Florencia—  reinterpretados por Velázquez en forma satírica o irónica, mostrando al dios mitológico a escala humana. Para Tolnay esa interpretación velazqueña enlazaría con el motivo de la vanitas, a través de la representación del dios como un melancólico saturnal algo decrépito, «meditando sobre la vanidad de su victoria». Se ha sugerido también, en clave de interpretación histórica, que el contenido de la meditación del dios pudiera tener como objeto la decadencia de los Tercios de Flandes en torno a los años de su derrota en la batalla de Rocroi (1643), interpretándose en este sentido el mostacho que luce el dios o las armas modernas a sus pies.
La figura del dios ha sido pintada con el pincel cargado de pasta, con manchas de color aplicadas con insistencia para resaltar el modelado y morbidez de las carnes, con las que obtiene efectos vibrátiles, y trazos largos que delimitan sus contornos sin precisión en el dibujo, que de hecho se encuentra ausente de ella. Así son fácilmente perceptibles los cambios introducidos en la figura, especialmente en el paño azul, inicialmente más amplio y ocultando partes mayores de la anatomía. Pero esa indefinición es también el resultado de la técnica empleada por Velázquez, en la que, por ejemplo, el emborronamiento de la mano, con el que crea la sensación de movimiento, parece el resultado de aplicar capas de pintura sobre otra anterior cuando esta aún estaba fresca.
Cronológicamente, debe situarse en las mismas fechas, entre 1639 y 1640, que los otros cuadros pintados para la Torre de la Parada —Menipo y Esopo— cuya técnica y destino comparte. 

## Historia del cuadro
El cuadro iba dirigido a la Torre de la Parada, situada a medio camino del cazadero de El Pardo. Entre 1635 y 1638, este palacete se llenó de cuadros referentes a temas mitológicos y de cacerías de artistas tales como Rubens, Frans Snyders o Cornelis de Vos, entre otros. Junto a estos cuadros y para este mismo ambiente, el pintor sevillano pintó también una serie de lienzos entre los que destacan Esopo y Menipo.
El Marte velazqueño estuvo allí desde 1642 aproximadamente para luego pasar al Palacio Real antes de 1772. La Real Academia de Bellas Artes de San Fernando lo albergó desde 1816 a 1827 y a partir de esta fecha está ubicado en una sala del Museo del Prado de Madrid.

## Análisis formal
El cuadro está realizado en óleo sobre lienzo, soporte muy utilizado por Velázquez ya que le permitía libertad para combinar efectos opacos y transparentes en la pintura.
Técnicamente, la obra es de una suave soltura y por el contraste algo agrio de los colores más vivos, el azul y el rojo, parece seguir la costumbre francesa de moderar los tonos calientes por uno frío, más que en seguir una entonación cálida a la veneciana típica de Tiziano. Junto a esa posible influencia francesa, hay que añadir una segunda donde Velázquez asimila el colorido frío y plateado de Veronés, Tintoretto y El Greco. Paralelo a ese cambio en el colorido destaca también en la factura. En el cuadro, la pasta de color se va desentendiendo del anterior sentido escultórico de la forma que utilizaba el pintor antes de 1630, y ahora piensa más en la virtud del color mismo vivificado por la luz y en el efecto que, visto a distancia produce en el ojo del espectador.
Estamos ante una obra del Barroco donde se establece un sistema compositivo en el cual prevalece la estructura geométrica, y además la actitud o la postura del personaje, cuya actitud es de reposo, se basa en principios de simetría.
El cuadro sigue el ritmo velazqueño, que es un orden iconográfico de izquierda a derecha, igual que cuando se escribe o se lee. El pintor añade un elemento, la luz, que coincide en el punto de vista del espectador, y si la lectura empieza por la izquierda, la derecha es como una pared reflectante para que a partir de ahí se vuelva la vista a la izquierda. Se trata de una mirada pendular para captar la composición. Por lo demás, la obra presenta una línea horizontal en primer plano, marcada por el escudo, que es la línea de la lectura: de izquierda a derecha, más otras líneas escorzadas de profundidad. El desarrollo en vertical arranca en diagonal desde la parte inferior izquierda de la composición, culminando en línea recta. Por último, un aspecto velazqueño importante lo constituye la factura de las manos, la cual es típica del artista sevillano, ya que nunca las termina del todo. Es como si las esbozara en vez de dibujarlas.
El cuadro representa a un hombre desnudo, salvo un paño azul que rodea sus caderas, un manto rojo sobre el que está sentado y el casco o yelmo. La cabeza, ornada con el mostacho característico de los soldados de los Tercios, que acentúa grotescamente su melancolía, se apoya en la mano izquierda. Sobre el desnudo hay ciertos recuerdos de Rubens en la carnación rojiza y brillante y en la musculatura de madurez, que le quitan prosopopeya y le añaden humanidad. La mano derecha, oculta bajo el manto, tiene una maza o bengala de madera. A los pies, un aparatoso escudo de torneo, una espada moderna, de enormes gavilanes, y un trozo de armadura. Velázquez ha extremado, como en el retrato del bufón llamado don Juan de Austria, los atributos bélicos, que subrayan lo aparatoso y ridículo de esta visión melancólica.

## Significado de la obra
La figura representada en el cuadro es Marte, el dios romano identificado con el Ares helénico. Es el dios de la guerra pero también de la primavera, porque la estación guerrera empieza al terminar el invierno. Es el dios de la juventud, porque la guerra es una actividad propia de esta. Él es quien, en las "primaveras sagradas", guía a los jóvenes que emigran de las ciudades sabinas para ir a fundar otras nuevas y procurarse nuevas residencias. Era hijo de Zeus y Hera y pertenece a la segunda generación de los dioses olímpicos. Figura entre los doce grandes dioses y se le representa normalmente como un guerrero, con coraza y casco, y armado de escudo, lanza y espada. Unas veces tiene un aspecto joven, imberbe y melancólico, otras es maduro, con barba y serio. Pero en el cuadro de Velázquez, Marte es una figura de aspecto casi ridículo representado en actitud melancólica enlazando de esta forma con línea de ironía referente a las representaciones mitológicas cultivada por Rodríguez de Ardila, Góngora, Cervantes, Lope de Vega, Quevedo, etc.
El lienzo podría representar el final de los amores de Marte con Venus, por la cara de resignación y tristeza que observamos en el dios. El gesto ha sido perfectamente captado por el pintor, demostrándonos su facilidad para enseñar el alma de sus modelos. Vulcano, esposo de Venus, al ser informado de los amores entre su mujer y Marte, que Velázquez recogió en su Fragua de Vulcano, tejió una malla de hierro para sorprender a los ilícitos amantes y que los demás dioses del Olimpo contemplaran el engaño. Todo esto ya ha ocurrido y Marte, aturdido y derrotado, reflexiona sobre todo ello. Tras la figura contemplamos una sábana de color blanco del lecho donde los amantes fueron sorprendidos. Además, hay quien ha querido ver en esta pintura una alegoría de la decadencia militar del poder español en Europa durante la década de 1640, pero resulta un poco extraño que Velázquez, siempre respetuoso hacia su señor y deseoso de obtener el ennoblecimiento, pudiera realizar una imagen en la que el honor de los temidos y famosos tercios españoles quedara dañado.